# The Bends
| 전문가 평가                   | 전문가 평가 |
| 평가 점수                     | 평가 점수   |
| 출처                          | 점수        |
| ----------------------------- | ----------- |
| AllMusic                      | [ 1 ]       |
| The A.V. Club                 | A           |
| Blender                       | [ 3 ]       |
| Encyclopedia of Popular Music | [ 4 ]       |
| Entertainment Weekly          | A           |
| Pitchfork                     | 10/10       |
| Q                             | [ 7 ]       |
| Rolling Stone                 | [ 8 ]       |
| The Rolling Stone Album Guide | [ 9 ]       |
| Uncut                         | [ 10 ]      |

《The Bends》는 1995년 3월 13일, 팔로폰이 발매한 영국의 얼터너티브 록 밴드 라디오헤드의 두 번째 스튜디오 음반이다. 대부분의 트랙은 존 레키가 프로듀싱했고 라디오헤드, 나이젤 고드리치, 짐 워렌이 추가 프로듀싱을 맡았다. 《The Bends》는 스탠리 돈우드의 첫 번째 커버 아트가 수록된 라디오헤드 음반으로, 가수 톰 요크와 함께 라디오헤드의 모든 작품을 제작했다.
라디오헤드는 1994년 2월, 런던의 RAK 스튜디오에서 《The Bends》의 작업을 시작했다. 데뷔 싱글 〈Creep〉의 판매량을 맞추라는 EMI의 압력으로 긴장이 고조되었고, 진행은 더뎠다. 5월과 6월에 해외 투어를 한 후, 런던의 애비 로드 스튜디오와 옥스퍼드셔주의 저택에서 녹음이 재개되었고, 총 4개월이 걸렸다. EMI가 레키가 음반을 믹싱하는 데 시간이 너무 오래 걸린다고 느낀 후, 대부분의 트랙은 라디오헤드의 데뷔 음반인 《Pablo Honey》 (1993년)를 제작한 숀 슬레이드와 폴 Q. 콜더리에 의해 혼합되었다. 《The Bends》는 라디오헤드의 초기 그런지 스타일에서 벗어나 암호적인 가사, 더 많은 키보드 사용, 더 거친 기타 트랙과 더 절제된 편곡을 통합했다.
《The Bends》는 6개의 싱글을 제작했는데, 〈My Iron Lung〉 (1994년 EP로 발매), 더블 A-사이드인 〈Planet Telex〉 / 〈High and Dry〉, 〈Fake Plastic Trees〉, 〈Just〉, 〈Street Spirit (Fade Out)〉, 아일랜드에서는 독특한 뮤직 비디오로 뒷받침되었다. 〈Street Spirit〉은 라디오헤드의 첫 번째 영국 톱 5 싱글이 되었다. 라이브 비디오인 《Live at the Astoria》는 음반과 같은 날 VHS를 통해 발매되었다. 라디오헤드는 R.E.M.과 앨러니스 모리세트를 지원하는 미국 투어를 포함하여 《The Bends》를 지원하기 위해 광범위하게 투어를 했다. 영국 음반 차트에서 4위에 올랐지만, 〈Creep〉은 영국 밖에서 성공을 거두지 못했고, 빌보드 200에서 88위를 기록했다. 이후 영국과 미국에서 플래티넘 인증을 받았다.

## 배경
라디오헤드가 데뷔 음반 《Pablo Honey》의 녹음을 마친 후, 작곡가 톰 요크는 공동 프로듀서 폴 Q. 콜드리에게 작업 타이틀인 《The Benz》라는 새로운 소재의 데모 테이프를 들려주었다. 콜더리는 이 노래들이 "《Pablo Honey》의 그 어떤 것보다도 좋다"는 것을 알고 충격을 받았다. 기타리스트 에드 오브라이언은 후에 "《Pablo Honey》에서 투어를 한 후 톰이 작곡한 곡들은 훨씬 더 좋아졌습니다. 1년 반이 넘는 기간 동안, 갑자기, 펑 하는 소리가 났습니다."
라디오헤드가 1993년 초에 첫 미국 투어를 시작했을 때, 그들의 데뷔 싱글 〈Creep〉은 히트를 쳤다. 밴드가 성공과 높아지는 기대감에 질식감을 느꼈기 때문에 긴장감은 높았다. 콜더리는 라디오헤드의 《Pablo Honey》 투어가 "타이트 밴드로 변모했다"고 칭찬했다. 투어 후, 요크는 병에 걸렸고 라디오헤드는 레딩 앤 리즈 페스티벌 출연을 취소했고, 요크는 《NME》에 "나는 육체적으로 완전히 망쳤고 정신적으로 충분히 먹었다"고 말했다. 일부 보도에 따르면, 라디오헤드의 음반사 EMI는 그들에게 "정리" 또는 해고될 수 있는 6개월을 주었다고 한다. A&R의 대표 키스 워젠크로프트는 이를 부인하며 "실험적인 록 음악이 연주되고 있었고 상업적인 잠재력을 가지고 있었습니다. 사람들은 다른 피해망상의 목소리를 내지만 라디오헤드는 《Pablo Honey》로부터 훌륭하게 발전하고 있었습니다."
라디오헤드는 다음 음반을 위해 매거진 등 자신들이 동경하는 행동으로 음반을 제작한 프로듀서 존 레키를 선정했다. 드러머 필 셀웨이는 라디오헤드가 첫 만남에서 레키가 얼마나 여유롭고 열린 마음을 가졌는지에 대해 안심했다고 말했다. 레키는 또 다른 옥스퍼드 밴드인 라이드의 음반 《Carnival of Light》를 작업하기 위해 녹음을 연기했다. 라디오헤드는 그들의 새로운 자료를 연습하는데 여분의 시간을 사용했다. 요크는 "우리는 이 노래들을 모두 가지고 있었고 정말 좋아했지만, 우리는 그것들을 거의 너무 잘 알고 있었습니다. 그래서 우리는 그것들을 녹음하기 전에 그것들을 다시 좋아하는 법을 배워야 했습니다. 참, 이상하네요."고 말했습니다.

## 커버 아트
《The Bends》는 스탠리 돈우드의 작품이 수록된 첫 번째 라디오헤드 음반이다. 돈우드는 엑서터 대학교의 학생일 때 요크를 만났고, 이전에 《My Iron Lung》 EP를 위한 작품을 만들었다. 돈우드는 그 이후로 라디오헤드의 모든 작품을 만들었다. 《The Bends》에서, 요크와 돈우드는 카세트 카메라를 고용했고 도로 표지판, 포장, 가로등을 포함한 물건들을 촬영했다. 그들은 철의폐를 촬영하기 위해 병원에 들어갔지만, 돈우드에 따르면 철 폐는 "보기에는 별로 흥미롭지 않다"는 것을 발견했다. 대신, 그들은 CPR 마네킹을 촬영했는데, 돈우드는 이 마네킹을 "안드로이드가 처음으로 황홀감과 고통의 감각을 동시에 발견하는 것과 같은 표정을 가지고 있다"고 묘사했다. 커버 이미지를 만들기 위해, 그 두 사람은 그 장면을 텔레비전에 보여주고 그 화면을 사진 찍었다.

## 영향
《The Bends》는 콜드플레이, 킨, 제임스 블런트, 뮤즈, 애슬리트, 엘보, 스노 패트롤, 코다라인, 토리노 브레이크스, 트래비스를 포함한 영국의 팝 록에 영향을 미쳤다. 《피치포크》는 콜드플레이와 트래비스의 "에어브러시" 포스트 브릿팝을 예상한 것에 대해 〈High and Dry〉와 〈Fake Plastic Trees〉와 같은 곡들을 칭찬했다. 더 큐어는 라디오헤드와 접촉하여 《The Bends》 제작의 복제 희망에 대해 문의했고, 가비지, R.E.M. 그리고 k.d. 랭을 포함한 그룹들은 라디오헤드를 가장 좋아하는 밴드로 언급하기 시작했다.
2006년, 《옵저버》는 《The Bends》를 "오아시스가 의인화한 가슴 뛰는 래드록과는 반대되는 분노가 가득한 가성을 대중화시켰다"며 "결국 10년 동안의 사운드로 합쳐졌다"고 말했다. 나이젤 고드리치에 따르면, 요크는 《The Bends》가 대중화시킨 록 스타일에 경멸을 느꼈고, 다른 행위들이 그를 모방했다고 느꼈다.

## 곡 목록
모든 곡들은 콜린 그린우드, 조니 그린우드, 에드 오브라이언, 필 셀웨이 그리고 톰 요크에 의해 작사/작곡하였다.
| #   | 제목                           | 재생 시간 |
| --- | ------------------------------ | --------- |
| 1.  | 〈Planet Telex〉               | 4:19      |
| 2.  | 〈The Bends〉                  | 4:06      |
| 3.  | 〈High and Dry〉               | 4:17      |
| 4.  | 〈Fake Plastic Trees〉         | 4:50      |
| 5.  | 〈Bones〉                      | 3:09      |
| 6.  | 〈(Nice Dream)〉               | 3:53      |
| 7.  | 〈Just〉                       | 3:54      |
| 8.  | 〈My Iron Lung〉               | 4:36      |
| 9.  | 〈Bullet Proof..I Wish I Was〉 | 3:28      |
| 10. | 〈Black Star〉                 | 4:07      |
| 11. | 〈Sulk〉                       | 3:42      |
| 12. | 〈Street Spirit (Fade Out)〉   | 4:12      |

## 인증
| 국가                                                                                         | 인증        | 판매량/출하량 |
| -------------------------------------------------------------------------------------------- | ----------- | ------------- |
| 아르헨티나 (CAPIF)                                                                           | 골드        | 30,000^       |
| 벨기에 (BEA)                                                                                 | 골드        | 25,000*       |
| 캐나다 (뮤직 캐나다)                                                                         | 3× 플래티넘 | 300,000^      |
| 이탈리아 (FIMI) 2009년 이후 판매량                                                           | 골드        | 25,000        |
| 네덜란드 (NVPI)                                                                              | 골드        | 50,000^       |
| 뉴질랜드 (RMNZ)                                                                              | 플래티넘    | 15,000^       |
| 영국 (BPI)                                                                                   | 4× 플래티넘 | 1,248,350     |
| 미국 (RIAA)                                                                                  | 플래티넘    | 1,540,000     |
| 요약                                                                                         |             |               |
| 유럽 (IFPI)                                                                                  | 플래티넘    | 1,000,000*    |
| *판매량을 기반으로 한 인증 · ^출하량을 기반으로 한 인증 · 판매량+스트리밍을 기반으로 한 인증 |             |               |